# Antiloper
Antiloper är gräsätande partåiga hovdjur som lever i stora flockar framförallt på Afrikas savanner men även i andra världsdelar. Utseendet varierar beroende på miljön de lever i. De flesta antiloper är smidiga, springer fort och hoppar högt och långt. Flera arter är utrotningshotade.

## Ursprung
Före den senaste istiden fanns det många olika sorters antiloper i världen, bland annat flera arter i Europa. Idag lever de flesta antiloperna på Afrikas savanner men vissa arter förekommer även i Asien. I Nordamerika förekommer ett antiloplikande djur som kallas gaffelantilop

## Arter
Antiloperna tillhör familjen slidhornsdjur  (Bovidae) där även släkten som får och getter ingår. Det finns cirka 90 olika hjortliknande djurarter fördelade på 30 släkten. Gruppen är inte särskilt enhetlig. Många antiloparter är mer släkt med getter och får än med varandra.
Flera underfamiljer till slidhornsdjuren räknas till antiloperna:
- Gasellantiloper (Antilopinae)
- Dykarantiloper (Cephalophinae)
- Gräsätande antiloper (Hippotraginae)
- Några släkten bland oxdjuren:
  - Boselaphus
  - Taurotragus
  - Tetracerus
  - Tragelaphus
- Tribus getantiloper Saigini bland getdjuren

## Beteende
Många arter lever i flockar som oftast består av en hane och flera honor, men grupper med enbart hanar förekommer också, bland annat hos gasellantiloperna (antilopinae). Flera arter på den afrikanska savannen lever i flockar med andra djurarter, som till exempel zebror och gnuer.
Antiloper som lever i skogsterräng eller på fuktigare savannområden i utkanten av buskmarker förflyttar sig sällan, medan antiloper på savanner flyttar med årstiderna för att följa regnet.
Många antiloper kan både hoppa högt och springa snabbt. Hur högt och hur snabbt beror dock på hur de olika arterna är uppbyggda (utseendet). Ofta är det antiloperna som lever på öppna grässlätter som kan springa snabbast. Detta eftersom de inte har någonstans att gömma sig ifall att de skulle bli anfallna av rovdjur. Den afrikanska gasellen kan uppnå en hastighet av 95 km/h och har även god uthållighet. Den goda uthålligheten gör att den till och med kan springa ifrån en gepard. Geparden är det snabbaste landdjuret och kan komma upp i 120 km/h på endast några sekunder, men dess dåliga uthållighet gör att antilopen kan springa ifrån den. Den afrikanska gasellen kan också hoppa fyra meter upp i luften och ta femton meter långa skutt. Den snabbaste antilopen är gaffelantilopen som kan uppnå en hastighet av nära 100 km/h.

### Föda
Antiloper är växtätare som framförallt äter gräs. De är idisslare och har därför välutvecklade kindtänder. Det finns många olika arter inom gruppen antiloper och de får tag på föda på olika sätt. Vissa (exempelvis gaseller) äter torrt gräs på savannen, medan andra äter växter i fuktigare områden. En del antiloper (exempelvis giraffgaseller) kan även ställa sig på bakbenen för att nå blad på träd och buskar.

### Undvika rovdjur
För att undvika fara använder antiloper sina sinnen. Ögonen, som är placerade på sidan av huvudet och har horisontellt långsträckta pupiller ger antiloperna ett brett synfält. De använder även lukt och hörsel för att uppfatta fara. Vissa antiloper kan även springa ifrån rovdjur. Rovdjur som äter antiloper är bland annat hyenor, lejon, geparder, pytonormar och vissa arter av örnar.

## Utseende
Antiloperna är oftast lätta och graciösa, men de kan också vara tunga och oxliknande. Storleken varierar bland de olika antiloparterna. Gemensamt för alla arter är att hanen oftast är större än honan. Till de stora antiloparterna hör bland annat elandantilopen som kan uppnå 3,5 meter i längd, 1,8 meter i mankhöjd och väga upp emot 1 000 kilogram. En annan stor art är kuduantilopen. De mindre antiloperna väger i vissa fall endast några kilogram, exempelvis dik-dikantilopen.

### Horn
Hos de flesta arterna har båda könen horn. Storleken varierar mellan de olika arterna men hanarna har nästan alltid större horn än honorna. Det är bland de mindre arterna som honorna kan ha större horn än hanarna, exempelvis hos dvärgantilopen. Hornen kan användas som effektiva vapen, oftare mot varandra än mot utomstående arter. Hornen är mer utvecklade inom de arter där hanarna slåss om honorna.

## Antiloper och människan
Idag är ca 25 arter utrotningshotade. Detta beror bland annat på miljöförstöring, konkurrens om bete, troféjakter. Vissa antiloper jagas för sin päls, eftersom man kan tillverka exklusiva sjalar av den, medan andra jagas för sina horn. Hanarna är mest utsatta eftersom de generellt sett har störst horn. Bristen på hanar leder till att det i vissa fall endast finns en hane på ca 100 honor.

### Fotnoter
1. 1 2 3   Bonniers stora verk om jordens djur, del 4 hovdjuren (Svenska upplagan 1996). Bonnier Lexikon AB
2. ↑   Antiloper i Nationalencyklopedins nätupplaga. Läst 21 januari 2015.
3. 1 2 3  ”Världens 12 snabbaste djur på land”. http://www.varldenshaftigaste.se/topplistor/varldens-12-snabbaste-djur-pa-land/. Läst 19 januari 2015.
4. 1 2  ”Däggdjur”. http://www.savannen.com/daggdjur.shtml. Läst 21 januari 2015.
5. ↑  ”Antelope”. http://a-z-animals.com/animals/antelope/. Läst 27 januari 2015.
6. ↑  ”Antelope stampeding to extinction”. The Guardian. http://www.theguardian.com/world/2003/mar/13/highereducation.science1. Läst 20 januari 2015.